# Carlos Durán Cartín

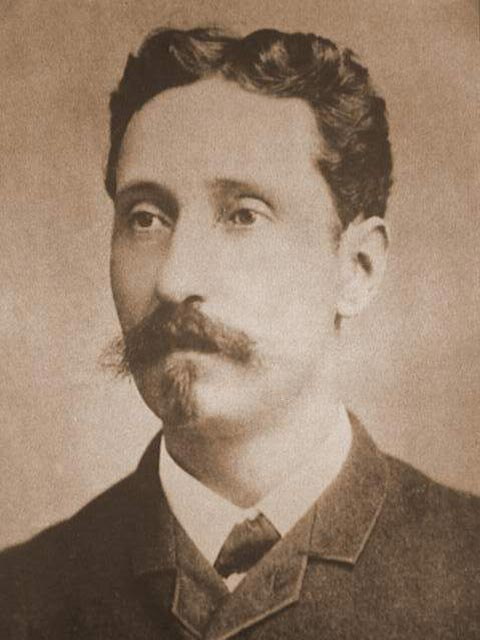
Carlos Durán Cartín

Carlos Durán Cartín (* 12. November 1852 in San José; † 23. November 1924 ebenda) war von 7. November 1889 bis 8. Mai 1890 Präsident von Costa Rica.

## Leben

### Herkunft und frühe Laufbahn
Seine Eltern waren Ramona Cartín Mora und José Durán Santillana. Er studierte in Großbritannien und Frankreich und schloss sein Studium mit einem Dr. in Humanmedizin in Großbritannien ab. 1874 wurde er Mitglied des Royal College of Surgeons of England.
Er arbeitete im Hospital San Juan de Dios. Dort sah er, wie Dr. Bruno Carranza Ramírez ein Bein amputierte, und empfahl, den Patienten mit Chloroform zu betäuben. Er leitete die Chirurgie und ließ einen Operationssaal einrichten.
Er war einer der Gründer des Hospicio de Locos, welches heute Hospital Neuropsiquiátrico Chapuí genannt wird. Er förderte den Bau des Asilo Chapuí. Er war Mitgründer der Krankenpflegeschule Escuela de Enfermería de Costa Rica.
Er heiratete Dolores Quirós Morales, die Tochter von Juana Morales y Valverde und José Antonio Quirós y Blanco.

### Präsidentschaft
1889 war er dritter Stellvertreter des Präsidenten. Am 7. November 1889 besetzten etwa 7.000 mit Prügeln und Macheten Bewaffnete unter dem Kommando Rafael Yglesias Castro, San José und setzten die Präsidentschaft von Durán Cartín durch. In seiner Amtszeit wurde ein Gesetz zur Errichtung eines Teatro Nacional beschlossen und Präsidentschaftswahlen durchgeführt, welche José Joaquín Rodríguez Zeledón den Schwiegervater von Rafael Yglesias Castro ins Präsidentenamt brachten. Sein Mitarbeiter war Licenciado Ricardo Jiménez Oreamuno.
1892 stellte ihn die Partido Nacional als Delegierten für San José für eine verfassungsgebende Versammlung mit einer vorgesehenen Legislaturperiode 1892–1896. Am 1. Mai 1892 wurde er zum Präsidenten einer verfassungsgebenden Versammlung gewählt. Ein paar Monate später löste Präsident José Joaquín Rodríguez Zeledón dieses Parlament auf.
1904 wies er auf die Notwendigkeit von Hygiene in San José hin. Er diagnostizierte Anämie, welche bei Landwirten durch Hakenwürmer verursacht wurde. Er behandelte diese mit einem Anthelminthikum und Thymol. Er ließ Kläranlagen erstellen. Als Landrat des Municipio von San José ließ er eine Abwasserkanalisation erstellen.
Er hatte eine Professur für Medizin, Anatomie und Hygiene am Instituto Nacional de San José. 1910 erwarb er ein Grundstück 18 Kilometer vom Irazú einem Ort, welcher Prusia genannt wurde und gründete darauf ein Tuberkulose-Sanatorium, welches Sanatorio Carlos Durán oder Sanatorio de Prusia bezeichnet wurde und bis 1970 etwa mit 100 Patienten belegt war.
Er empfahl Blutuntersuchungen zur Malaria-Diagnose. Von 1912 bis 1916 war er Abgeordneter für San José und Präsidentschaftskandidat der Partido Nacional bei den Wahlen im Dezember 1913. Sein Gesetzesentwurf zur Einrichtung eines Gesundheitsministeriums fand im Parlament keine Mehrheit.
Er war Mitglied der Kommission aus ehemaligen Präsidenten welche 1917 eine Verfassung entwarfen.